# 대한민국 제6대 대통령 선거 부산시
이 문서는 대한민국 제6대 대통령 선거의 부산시 지역 개표 결과이다.

## 개표 결과

### 중구
|  | 60.74% |

|  | 35.66% |

|  | 1.52% |

|  | 1.05% |

|  | 0.60% |

|  | 0.40% |

### 서구
|  | 61.35% |

|  | 33.79% |

|  | 1.97% |

|  | 1.43% |

|  | 0.85% |

|  | 0.57% |

### 동구
|  | 63.43% |

|  | 31.98% |

|  | 1.66% |

|  | 1.26% |

|  | 1.00% |

|  | 0.64% |

### 영도구
|  | 65.27% |

|  | 29.86% |

|  | 2.11% |

|  | 1.19% |

|  | 0.99% |

|  | 0.54% |

### 부산진구 갑
|  | 65.04% |

|  | 30.27% |

|  | 1.98% |

|  | 1.34% |

|  | 0.76% |

|  | 0.58% |

### 부산진구 을
|  | 64.80% |

|  | 30.67% |

|  | 1.87% |

|  | 1.28% |

|  | 0.84% |

|  | 0.50% |

### 동래구
|  | 68.47% |

|  | 26.62% |

|  | 1.95% |

|  | 1.36% |

|  | 0.90% |

|  | 0.67% |

## 전체 결과
|  | 64.21% |

|  | 31.15% |

|  | 1.88% |

|  | 1.30% |

|  | 0.86% |

|  | 0.57% |

민주공화당 박정희 후보가 64.21%의 압도적인 득표율을 기록하면서 부산에서 승리를 거두었다. 이는 지난 대선에서 박정희 후보가 기록한 48%의 득표율보다 더 높은 수치를 기록한 것으로 부산에서 큰 승리를 거두게 되었다.
신민당 윤보선 후보는 31.15%의 득표율로 2위를 차지했다. 윤보선 후보는 지난 대선에서 47%의 득표율을 기록하면서 박정희 후보와 접전을 펼쳤지만 이번 선거에서는 큰 득표율 격차가 나면서 부산에서 패배하였다.

### 주요 후보 결과
| 지역        | 윤보선 | 윤보선 | 박정희 | 박정희 |
| 지역        | 득표수 | 득표율 | 득표수 | 득표율 |
| ----------- | ------ | ------ | ------ | ------ |
| 중구        | 16,039 | 35.66% | 27,317 | 60.74% |
| 서구        | 34,015 | 33.79% | 61,745 | 61.35% |
| 동구        | 27,288 | 31.98% | 54,126 | 63.43% |
| 영도구      | 16,460 | 29.86% | 35,975 | 65.27% |
| 부산진구 갑 | 23,299 | 30.27% | 50,064 | 65.04% |
| 부산진구 을 | 25,904 | 30.67% | 54,720 | 64.80% |
| 동래구      | 21,072 | 26.62% | 54,188 | 68.47% |

민주공화당 박정희 후보가 부산시 전 지역에서 승리를 거두었다. 박정희 후보는 부산시 전 지역에서 60% 이상의 높은 득표율을 기록하는 압도적인 모습을 보여주었다.
신민당 윤보선 후보는 전 지역에서 20~30%대의 득표율을 기록하는데 그쳤다. 지난 대선에서는 부산시 지역 중 절반에서 승리한 것과는 반대로 이번 대선에서는 전 지역에서 패배를 하였다.

## 같이 보기
- 대한민국 제6대 대통령 선거